# Live à Bercy (album de Dorothée)
Pour les articles homonymes, voir Live à Bercy.
Albums de Dorothée
Tremblement de terre
(1989) Chagrin d'amour
(1990)
Live à Bercy est le premier album live de Dorothée. Il retrace ses concerts donnés à Bercy du 6 au 21 janvier 1990 lors du Bercy 90.
Sorti en mai 1990, il contient majoritairement les titres de l'album Tremblement de terre, ainsi qu'une chanson inédite, écrite spécialement pour ce concert, Le plus grand orchestre de l'univers, qui permet à la chanteuse de présenter ses musiciens Les Musclés.

## Titres
| No  | Titre                                | Durée |
| --- | ------------------------------------ | ----- |
| 1.  | Tremblement de terre                 | 5:00  |
| 2.  | Attention danger                     | 3:27  |
| 3.  | Le plus grand orchestre de l'univers | 3:55  |
| 4.  | Tout tout tout le monde              | 3:03  |
| 5.  | Pourquoi                             | 3:15  |
| 6.  | Ca donne envie de chanter            | 2:38  |
| 7.  | La maison du bonheur                 | 3:35  |
| 8.  | Dou, dou, dou                        | 4:25  |
| 9.  | Maman                                | 4:00  |
| 10. | La machine avalé                     | 4:08  |
| 11. | De la musique                        | 3:18  |
| 12. | Allo, allo Monsieur l'ordinateur     | 4:36  |
| 13. | Ma nouvelle valise                   | 3:38  |
| 14. | Nicolas et Marjolaine                | 4:06  |
| 15. | Les petits Ewoks                     | 3:27  |
| 16. | Dorothée Rock                        | 3:21  |
| 17. | Détective privé                      | 3:13  |
| 18. | Hou la menteuse                      | 1:56  |
| 19. | Où s'en vont les cœurs brisés        | 6:45  |

## Classement
| Pays   | Charts Run        |
| ------ | ----------------- |
| France | 27 - 27 - 44 - 44 |

## Crédits
- Paroles : Jean-François Porry.
- Musiques : Jean-François Porry / Gérard Salesses.
- Distribution : Polygram distribution
- Choristes : 
  - Francine Chantereau
  - Martine Latorre
- Musiciens :
  - Gérard Salesses (direction)
  - Bernard Minet (batterie)
  - René Morizur (saxo)
  - Framboisier (claviers)
  - Éric Bouad (guitare)
  - Rémy Sarrazin (basse)
  - Richard Lornac (claviers)
  - David Bouad (guitare)
  - Manu Vergead (guitare)